# Новисадский договор
«Новисадский договор» («Новосадский договор», «Резолюция Новисадского совещания») — второй договор о единстве сербскохорватского языка, который был подписан в завершение Новисадского совещания, проходившего 8 по 10 декабря 1954 года.
Это совещание было предварено публикацией в сентябре 1953 года академическим журналом «Летопис Матице српске» в городе Нови-Саде анкеты «Вопросы сербскохорватского литературного языка и правописания». В этом опросе и обсуждении приняли участие известные лингвисты, писатели, журналисты и общественные деятели Югославии: А. Барац, А. Белич, С. Винавер, Л. Йонке, Г. Крклец, П. Скок, М. Стеванович, И. Франгеш, М. Франичевич, Й. Хорват и др.
После обсуждения и состоялось само совещание. Оно проходило в городе Нови-Сад с 8 по 10 декабря 1954 года. На нём была принята резолюция из десяти пунктов, «Резолюция Новисадского совещания». В ней декларировалось, что сербы, хорваты и черногорцы говорят на одном народном языке; что развивающийся на его основе вокруг двух культурных центров (Белграда и Загреба) литературный язык является единым языком с двумя нормами произношения (экавской и иекавской); что официальное наименования языка должно быть двухкомпонентным (српскохрватски језик / hrvatskosrpski jezik); что кириллический и латинский алфавиты равноправны. Было принято решение подготовить и издать совместными усилиями словарь этого литературного языка и безотлагательно разработать единый орфографический кодекс, была выдвинута задача выработки единой терминологии, была осуждена практика «перевода» текстов с одной разновидности языка на другую.
Резолюцию подписали (сведения в источниках разнятся, приведены самые часто встречающиеся данные) 25 литераторов и лингвистов (7 из Хорватии, 15 из Сербии, 3 из Боснии и Герцеговины), к ним присоединились ещё 64 деятеля культуры и науки, среди них — писатель Мирослав Крлежа.
В соответствии с резолюцией была сформирована комиссия из представителей Белградского, Загребского и Сараевского университетов, Сербской и Югославской академий наук. В её состав вошли Р. Алексич, А. Белич, Й. Вукович, Л. Йонке, Р. Лалич, С. Пашевич, П. Рогич, М. Стеванович, М. Хаджич, И. Хамм, М. Храсте. Этой комиссии было поручено разработать новые правила правописания. Результатом их работы стал выпуск в 1960 году параллельных изданий (кириллицей и латиницей) в Нови-Саде и Загребе совместного свода правил правописания («Правопис српскохрватског књижевног језика» / «Pravopis hrvatskosrpskoga kniževnog jezika»), представлявший собой орфографический компромиссный сплав правописания А. Белича в Сербии и Д. Боранича в Хорватии.
В 1963 году была принята новая конституция Югославии, закрепившая единство языка и лингвоним «сербскохорватский / хорватскосербский язык». В 131-й статье Конституции СФРЮ говорилось: «Союзные законы и другие общие акты союзных органов публикуются в официальной газете федерации на языках народов Югославии: сербскохорватском, соответственно хорватскосербском, словенском и македонском».